# 安徽省 (清朝)
安徽省（穆麟德轉寫：an hūi golo），为清朝的内地十八省的一个省。此省于乾隆二十九年正式成为清政府的法定行政区单位，为乾隆年间修编大清会典十又八省之一。

## 督抚沿革
明代其地屬南京直隸地區（南直隸）。顺治二年，清廷改南直隶为江南省(辖区大致包括今江苏省、安徽省和上海市)，最初设一位江南布政使司（驻江宁府），以及三巡抚(江南巡抚、凤庐巡抚和操江巡抚)。根据康熙年间的《大清会典》，布政使为一省之长。因此江南布政使的到任，可以认为江南省成立。顺治十八年，江南布政使分为左、右两位，分驻江宁府、苏州府，左为长，右为副，掌全省政令、财赋，右布政使辖宁、镇、苏、松、常，左布政使辖余下地方。然这两位布政使仍冠以“江南”头衔，所以不可能认为江南分省。隸屬於兩江總督、江寧巡撫。
康熙元年（1662年）以操江军务(所部十二营)归并两江总督，专设安徽巡抚，驻安庆府，裁撤操江巡抚。康熙五年(1666年)五月，裁鳳廬巡撫，所属庐州、凤阳2府，滁、和2个州归并安徽巡抚管理；淮安府、扬州府2府及徐州隶属江南右布政使司。因此左、右两布政使辖境已经和现在安徽、江苏两省十分接近。康熙六年（1667年），左、右布政使分别改为江南安徽等处承宣布政使司（简称安徽布政使司）、江南蘇松常鎮太等處承宣布政使司（简称江蘇布政使司），依然分驻江宁府、苏州府，但江宁府本身属于江苏布政使辖境。江蘇布政使司統江寧、蘇州、常州、松江、鎮江、揚州、淮安七府，及徐州直隸州。此后，清代典籍里面“安徽”、“江苏”出现次数逐渐增加，但“江南省”字眼仍十分常见。康熙朝也并未有记载“分省”。所以这里的两个布政使辖境还只是两省的雏形罢了。另外，康熙二十九年，分定江南、浙江洋汛，嵊泗地域划归江南省江苏布政使司的崇明县。
乾隆二十五年，安徽布政使从江宁府迁往安庆府。同时，江苏布政使一分为二——江宁布政使（驻江宁府 ）和江苏布政使（驻苏州府）。江苏省境内形成了一巡抚两布政的格局。不过，从清朝中期开始，巡抚逐步取代了布政使成为一省之长，所以江苏内部分两个布政的情况并不被认为是“分省”，毕竟名义上还有“江苏巡抚”统辖坐镇。乾隆二十九年，安徽省正式成为清政府法定行政单位，正式列入大清会典。
太平天国期间，省会一度迁移到庐州府。

## 行政区划
| 安徽省行政区划图（1820年）                                                           |
| 安庆府 庐州府 滁州 和州 凤阳府 颍州府 六安州 泗州 徽州府 宁国府 池州府 太平府 广德州 |

清朝的安徽省下轄八府、五直隸州，共計四州、五十一縣：

### 安庐滁和道
- 安庆府
  - 下辖：怀宁县（附郭）、桐城县、潜山县、太湖县、宿松县、望江县。
- 庐州府
  - 下辖：合肥县（附郭）、庐江县、舒城县、无为州、巢县。
- 滁州直隶州
  - 下辖：全椒县、来安县。
- 和州直隶州
  - 下辖：含山县。

### 凤颍六泗道
- 凤阳府
  - 下辖：凤阳县（附郭）、怀远县、定远县、寿州、凤台县（1733年设）、宿州、灵璧县（雍正前属宿州）、临淮县（1754年废入凤阳县）。
- 颍州府，原属凤阳府，1724年升为颍州直隶州，1735年改为府
  - 下辖：阜阳县（附郭，1735年设）、颍上县、霍丘县（1724年前属寿州）、亳州（原属凤阳府，1724年—1735年为直隶州）、太和县（1724年—1725年一度属亳州直隶州）、蒙城县（原属寿州，1724年—1735年属亳州直隶州）、涡阳县（1865年分蒙城县设）。
- 六安直隶州，1724年前属庐州府
  - 下辖：英山县、霍山县。
- 泗州直隶州，1724年前属凤阳府
  - 下辖：盱眙县、天长县、五河县（1724年之前属凤阳府）、虹县（1777年裁撤入泗州）。

### 徽宁池广太道
- 徽州府
  - 下辖：歙县（附郭）、休宁县、婺源县、祁门县、黟县、绩溪县。
- 宁国府
  - 下辖：宣城县（附郭）、泾县、南陵县、宁国县、旌德县、太平县。
- 池州府
  - 下辖：贵池县（附郭）、青阳县、铜陵县、石埭县、建德县、东流县。
- 太平府
  - 下辖：当涂县（附郭）、芜湖县、繁昌县。
- 广德直隶州
  - 下辖：建平县。